# Tour La Provence 2021
El Tour La Provence 2021, fou la sisena edició del Tour La Provence i es disputà entre l'11 i el 14 de febrer de 2021 sobre un recorregut de 674 km repartits entre quatre etapes. La cursa formà part del calendari de l'UCI ProSeries 2021, amb una categoria 2.Pro.
El vencedor fou el colombià Iván Sosa (Ineos Grenadiers), que s'imposà a Julian Alaphilippe (Deceuninck-Quick Step) i Egan Bernal (Ineos Grenadiers), segon i tercer respectivament.

## Equips
En aquesta edició hi prenen part 20 equips:
| WorldTeams (14)- AG2R Citroën Team - Astana-Premier Tech - Bahrain Victorious - Cofidis - Deceuninck-Quick Step - Groupama-FDJ - Ineos Grenadiers - Lotto Soudal - Movistar Team - Team DSM - Qhubeka Assos - Trek-Segafredo - UAE Team Emirates - Bora-Hansgrohe ProTeams (4)- Arkéa-Samsic - B&B Hotels p/b KTM - Total Direct Énergie - Delko Equips continentals (2)- Xelliss-Roubaix Lille Métropole - Saint Michel-Auber 93 |
| |

## Etapes
| Etapa    | Data      | Ciutats d'etapa                  | type              | Distància (km) | Vencedor de l'etapa     | Líder de la general     |
| -------- | --------- | -------------------------------- | ----------------- | -------------- | ----------------------- | ----------------------- |
| 1a etapa | 11 de feb | Aubanha – Sieis Forns lei Plaias | etapa accidentada | 182,3          | Davide Ballerini        | Davide Ballerini        |
| 2a etapa | 12 de feb | Cassís – Manòsca                 | etapa accidentada | 174,6          | Davide Ballerini        | Davide Ballerini        |
| 3a etapa | 13 de feb | Istre – chalet Reynard           | etapa de muntanya | 153,9          | Iván Ramiro Sosa Cuervo | Iván Ramiro Sosa Cuervo |
| 4a etapa | 14 de feb | Avinyó – Saló de Provença        | etapa plana       | 163,2          | Phil Bauhaus            | Iván Ramiro Sosa Cuervo |

### Etapa 1
| \| Classificació de l'etapa \| Classificació de l'etapa \| Classificació de l'etapa \| Classificació de l'etapa \| Classificació de l'etapa \| \| Corredor \| Corredor \| Equip \| Temps \| \| \| ------------------------ \| ------------------------ \| ------------------------ \| ------------------------ \| ------------------------ \| \| 1r \| Davide Ballerini \| Deceuninck-Quick Step \| 4h 43' 23" \| \| \| 2n \| Arnaud Démare \| Groupama-FDJ \| + 0" \| \| \| 3r \| Nacer Bouhanni \| Arkéa-Samsic \| + 0" \| \| \| 4t \| Clément Venturini \| AG2R Citroën Team \| + 0" \| \| \| 5è \| Matthew Walls \| Bora-Hansgrohe \| + 0" \| \| \| 6è \| Ide Schelling \| Bora-Hansgrohe \| + 0" \| \| \| 7è \| Bryan Coquard \| B&B Hotels p/b KTM \| + 0" \| \| \| 8è \| Phil Bauhaus \| Bahrain Victorious \| + 0" \| \| \| 9è \| Matteo Moschetti \| Trek-Segafredo \| + 0" \| \| \| 10è \| Alexander Kristoff \| UAE Team Emirates \| + 0" \| \| |                    |                       |            |
| |                    |                       |            |
| Font: ProCyclingStats |                    |                       |            |
| Classificació de l'etapa |                    |                       |            |
| Corredor | Corredor           | Equip                 | Temps      |
| 1r | Davide Ballerini   | Deceuninck-Quick Step | 4h 43' 23" |
| 2n | Arnaud Démare      | Groupama-FDJ          | + 0"       |
| 3r | Nacer Bouhanni     | Arkéa-Samsic          | + 0"       |
| 4t | Clément Venturini  | AG2R Citroën Team     | + 0"       |
| 5è | Matthew Walls      | Bora-Hansgrohe        | + 0"       |
| 6è | Ide Schelling      | Bora-Hansgrohe        | + 0"       |
| 7è | Bryan Coquard      | B&B Hotels p/b KTM    | + 0"       |
| 8è | Phil Bauhaus       | Bahrain Victorious    | + 0"       |
| 9è | Matteo Moschetti   | Trek-Segafredo        | + 0"       |
| 10è | Alexander Kristoff | UAE Team Emirates     | + 0"       |

| \| Classificació general \| Classificació general \| Classificació general \| Classificació general \| Classificació general \| \| Corredor \| Corredor \| Equip \| Temps \| \| \| --------------------- \| --------------------- \| --------------------- \| --------------------- \| --------------------- \| \| 1r \| Davide Ballerini \| Deceuninck-Quick Step \| 4h 43' 13" \| \| \| 2n \| Arnaud Démare \| Groupama-FDJ \| + 4" \| \| \| 3r \| Nacer Bouhanni \| Arkéa-Samsic \| + 6" \| \| \| 4t \| Lilian Calmejane \| AG2R Citroën Team \| + 6" \| \| \| 5è \| Julian Alaphilippe \| Deceuninck-Quick Step \| + 7" \| \| \| 6è \| Bauke Mollema \| Trek-Segafredo \| + 9" \| \| \| 7è \| Gianni Moscon \| Ineos Grenadiers \| + 9" \| \| \| 8è \| Clément Venturini \| AG2R Citroën Team \| + 10" \| \| \| 9è \| Matthew Walls \| Bora-Hansgrohe \| + 10" \| \| \| 10è \| Ide Schelling \| Bora-Hansgrohe \| + 10" \| \| |                    |                       |            |
| |                    |                       |            |
| Font: ProCyclingStats |                    |                       |            |
| Classificació general |                    |                       |            |
| Corredor | Corredor           | Equip                 | Temps      |
| 1r | Davide Ballerini   | Deceuninck-Quick Step | 4h 43' 13" |
| 2n | Arnaud Démare      | Groupama-FDJ          | + 4"       |
| 3r | Nacer Bouhanni     | Arkéa-Samsic          | + 6"       |
| 4t | Lilian Calmejane   | AG2R Citroën Team     | + 6"       |
| 5è | Julian Alaphilippe | Deceuninck-Quick Step | + 7"       |
| 6è | Bauke Mollema      | Trek-Segafredo        | + 9"       |
| 7è | Gianni Moscon      | Ineos Grenadiers      | + 9"       |
| 8è | Clément Venturini  | AG2R Citroën Team     | + 10"      |
| 9è | Matthew Walls      | Bora-Hansgrohe        | + 10"      |
| 10è | Ide Schelling      | Bora-Hansgrohe        | + 10"      |

### Etapa 2
| \| Classificació de l'etapa \| Classificació de l'etapa \| Classificació de l'etapa \| Classificació de l'etapa \| Classificació de l'etapa \| \| Corredor \| Corredor \| Equip \| Temps \| \| \| ------------------------ \| ------------------------ \| ------------------------ \| ------------------------ \| ------------------------ \| \| 1r \| Davide Ballerini \| Deceuninck-Quick Step \| 4h 21' 49" \| \| \| 2n \| Giulio Ciccone \| Trek-Segafredo \| + 0" \| \| \| 3r \| Alexander Aranburu Deba \| Astana-Premier Tech \| + 0" \| \| \| 4t \| Dylan Teuns \| Bahrain Victorious \| + 0" \| \| \| 5è \| Patrick Konrad \| Bora-Hansgrohe \| + 0" \| \| \| 6è \| Aleksei Lutsenko \| Astana-Premier Tech \| + 0" \| \| \| 7è \| Gianni Moscon \| Ineos Grenadiers \| + 0" \| \| \| 8è \| Stefano Oldani \| Lotto-Soudal \| + 0" \| \| \| 9è \| Sven Erik Bystrøm \| UAE Team Emirates \| + 0" \| \| \| 10è \| Bauke Mollema \| Trek-Segafredo \| + 6" \| \| |                         |                       |            |
| |                         |                       |            |
| Font: ProCyclingStats |                         |                       |            |
| Classificació de l'etapa |                         |                       |            |
| Corredor | Corredor                | Equip                 | Temps      |
| 1r | Davide Ballerini        | Deceuninck-Quick Step | 4h 21' 49" |
| 2n | Giulio Ciccone          | Trek-Segafredo        | + 0"       |
| 3r | Alexander Aranburu Deba | Astana-Premier Tech   | + 0"       |
| 4t | Dylan Teuns             | Bahrain Victorious    | + 0"       |
| 5è | Patrick Konrad          | Bora-Hansgrohe        | + 0"       |
| 6è | Aleksei Lutsenko        | Astana-Premier Tech   | + 0"       |
| 7è | Gianni Moscon           | Ineos Grenadiers      | + 0"       |
| 8è | Stefano Oldani          | Lotto-Soudal          | + 0"       |
| 9è | Sven Erik Bystrøm       | UAE Team Emirates     | + 0"       |
| 10è | Bauke Mollema           | Trek-Segafredo        | + 6"       |

| \| Classificació general \| Classificació general \| Classificació general \| Classificació general \| Classificació general \| \| Corredor \| Corredor \| Equip \| Temps \| \| \| --------------------- \| ----------------------- \| --------------------- \| --------------------- \| --------------------- \| \| 1r \| Davide Ballerini \| Deceuninck-Quick Step \| 9h 04' 52" \| \| \| 2n \| Alexander Aranburu Deba \| Astana-Premier Tech \| + 16" \| \| \| 3r \| Julian Alaphilippe \| Deceuninck-Quick Step \| + 17" \| \| \| 4t \| Bauke Mollema \| Trek-Segafredo \| + 19" \| \| \| 5è \| Gianni Moscon \| Ineos Grenadiers \| + 19" \| \| \| 6è \| Patrick Konrad \| Bora-Hansgrohe \| + 20" \| \| \| 7è \| Dylan Teuns \| Bahrain Victorious \| + 20" \| \| \| 8è \| Jack Haig \| Bahrain Victorious \| + 20" \| \| \| 9è \| Ide Schelling \| Bora-Hansgrohe \| + 20" \| \| \| 10è \| Aurélien Paret-Peintre \| AG2R Citroën Team \| + 20" \| \| |                         |                       |            |
| |                         |                       |            |
| Font: ProCyclingStats |                         |                       |            |
| Classificació general |                         |                       |            |
| Corredor | Corredor                | Equip                 | Temps      |
| 1r | Davide Ballerini        | Deceuninck-Quick Step | 9h 04' 52" |
| 2n | Alexander Aranburu Deba | Astana-Premier Tech   | + 16"      |
| 3r | Julian Alaphilippe      | Deceuninck-Quick Step | + 17"      |
| 4t | Bauke Mollema           | Trek-Segafredo        | + 19"      |
| 5è | Gianni Moscon           | Ineos Grenadiers      | + 19"      |
| 6è | Patrick Konrad          | Bora-Hansgrohe        | + 20"      |
| 7è | Dylan Teuns             | Bahrain Victorious    | + 20"      |
| 8è | Jack Haig               | Bahrain Victorious    | + 20"      |
| 9è | Ide Schelling           | Bora-Hansgrohe        | + 20"      |
| 10è | Aurélien Paret-Peintre  | AG2R Citroën Team     | + 20"      |

### Etapa 3
| \| Classificació de l'etapa \| Classificació de l'etapa \| Classificació de l'etapa \| Classificació de l'etapa \| Classificació de l'etapa \| \| Corredor \| Corredor \| Equip \| Temps \| \| \| ------------------------ \| ------------------------ \| ------------------------ \| ------------------------ \| ------------------------ \| \| 1r \| Iván Ramiro Sosa Cuervo \| Ineos Grenadiers \| 4h 08' 14" \| \| \| 2n \| Egan Bernal Gómez \| Ineos Grenadiers \| + 15" \| \| \| 3r \| Julian Alaphilippe \| Deceuninck-Quick Step \| + 18" \| \| \| 4t \| Wout Poels \| Bahrain Victorious \| + 29" \| \| \| 5è \| Jesús Herrada López \| Cofidis \| + 48" \| \| \| 6è \| Giulio Ciccone \| Trek-Segafredo \| + 48" \| \| \| 7è \| Bauke Mollema \| Trek-Segafredo \| + 48" \| \| \| 8è \| Mauri Vansevenant \| Deceuninck-Quick Step \| + 48" \| \| \| 9è \| Jack Haig \| Bahrain Victorious \| + 48" \| \| \| 10è \| Patrick Konrad \| Bora-Hansgrohe \| + 48" \| \| |                         |                       |            |
| |                         |                       |            |
| Font: ProCyclingStats |                         |                       |            |
| Classificació de l'etapa |                         |                       |            |
| Corredor | Corredor                | Equip                 | Temps      |
| 1r | Iván Ramiro Sosa Cuervo | Ineos Grenadiers      | 4h 08' 14" |
| 2n | Egan Bernal Gómez       | Ineos Grenadiers      | + 15"      |
| 3r | Julian Alaphilippe      | Deceuninck-Quick Step | + 18"      |
| 4t | Wout Poels              | Bahrain Victorious    | + 29"      |
| 5è | Jesús Herrada López     | Cofidis               | + 48"      |
| 6è | Giulio Ciccone          | Trek-Segafredo        | + 48"      |
| 7è | Bauke Mollema           | Trek-Segafredo        | + 48"      |
| 8è | Mauri Vansevenant       | Deceuninck-Quick Step | + 48"      |
| 9è | Jack Haig               | Bahrain Victorious    | + 48"      |
| 10è | Patrick Konrad          | Bora-Hansgrohe        | + 48"      |

| \| Classificació general \| Classificació general \| Classificació general \| Classificació general \| Classificació general \| \| Corredor \| Corredor \| Equip \| Temps \| \| \| --------------------- \| ----------------------- \| --------------------- \| --------------------- \| --------------------- \| \| 1r \| Iván Ramiro Sosa Cuervo \| Ineos Grenadiers \| 13h 13' 16" \| \| \| 2n \| Egan Bernal Gómez \| Ineos Grenadiers \| + 19" \| \| \| 3r \| Julian Alaphilippe \| Deceuninck-Quick Step \| + 21" \| \| \| 4t \| Wout Poels \| Bahrain Victorious \| + 39" \| \| \| 5è \| Bauke Mollema \| Trek-Segafredo \| + 57" \| \| \| 6è \| Patrick Konrad \| Bora-Hansgrohe \| + 58" \| \| \| 7è \| Jack Haig \| Bahrain Victorious \| + 58" \| \| \| 8è \| Mauri Vansevenant \| Deceuninck-Quick Step \| + 58" \| \| \| 9è \| Jesús Herrada López \| Cofidis \| + 58" \| \| \| 10è \| Aleksandr Vlàssov \| Astana-Premier Tech \| + 58" \| \| |                         |                       |             |
| |                         |                       |             |
| Font: ProCyclingStats |                         |                       |             |
| Classificació general |                         |                       |             |
| Corredor | Corredor                | Equip                 | Temps       |
| 1r | Iván Ramiro Sosa Cuervo | Ineos Grenadiers      | 13h 13' 16" |
| 2n | Egan Bernal Gómez       | Ineos Grenadiers      | + 19"       |
| 3r | Julian Alaphilippe      | Deceuninck-Quick Step | + 21"       |
| 4t | Wout Poels              | Bahrain Victorious    | + 39"       |
| 5è | Bauke Mollema           | Trek-Segafredo        | + 57"       |
| 6è | Patrick Konrad          | Bora-Hansgrohe        | + 58"       |
| 7è | Jack Haig               | Bahrain Victorious    | + 58"       |
| 8è | Mauri Vansevenant       | Deceuninck-Quick Step | + 58"       |
| 9è | Jesús Herrada López     | Cofidis               | + 58"       |
| 10è | Aleksandr Vlàssov       | Astana-Premier Tech   | + 58"       |

### Etapa 4
| \| Classificació de l'etapa \| Classificació de l'etapa \| Classificació de l'etapa \| Classificació de l'etapa \| Classificació de l'etapa \| \| Corredor \| Corredor \| Equip \| Temps \| \| \| ------------------------ \| ------------------------ \| ------------------------ \| ------------------------ \| ------------------------ \| \| 1r \| Phil Bauhaus \| Bahrain Victorious \| 3h 47' 01" \| \| \| 2n \| Davide Ballerini \| Deceuninck-Quick Step \| + 0" \| \| \| 3r \| Nacer Bouhanni \| Arkéa-Samsic \| + 0" \| \| \| 4t \| Matteo Moschetti \| Trek-Segafredo \| + 0" \| \| \| 5è \| John Degenkolb \| Lotto-Soudal \| + 0" \| \| \| 6è \| Bryan Coquard \| B&B Hotels p/b KTM \| + 0" \| \| \| 7è \| Matthew Walls \| Bora-Hansgrohe \| + 0" \| \| \| 8è \| Niccolò Bonifazio \| Total Direct Énergie \| + 0" \| \| \| 9è \| Eduard-Michael Grosu \| Delko \| + 0" \| \| \| 10è \| Alexander Kristoff \| UAE Team Emirates \| + 0" \| \| |                      |                       |            |
| |                      |                       |            |
| Font: ProCyclingStats |                      |                       |            |
| Classificació de l'etapa |                      |                       |            |
| Corredor | Corredor             | Equip                 | Temps      |
| 1r | Phil Bauhaus         | Bahrain Victorious    | 3h 47' 01" |
| 2n | Davide Ballerini     | Deceuninck-Quick Step | + 0"       |
| 3r | Nacer Bouhanni       | Arkéa-Samsic          | + 0"       |
| 4t | Matteo Moschetti     | Trek-Segafredo        | + 0"       |
| 5è | John Degenkolb       | Lotto-Soudal          | + 0"       |
| 6è | Bryan Coquard        | B&B Hotels p/b KTM    | + 0"       |
| 7è | Matthew Walls        | Bora-Hansgrohe        | + 0"       |
| 8è | Niccolò Bonifazio    | Total Direct Énergie  | + 0"       |
| 9è | Eduard-Michael Grosu | Delko                 | + 0"       |
| 10è | Alexander Kristoff   | UAE Team Emirates     | + 0"       |

## Classificacions finals

### Classificació general
| \| Classificació general \| Classificació general \| Classificació general \| Classificació general \| Classificació general \| \| Corredor \| Corredor \| Equip \| Temps \| \| \| --------------------- \| ----------------------- \| --------------------- \| --------------------- \| --------------------- \| \| 1r \| Iván Ramiro Sosa Cuervo \| Ineos Grenadiers \| 17h 00' 17" \| \| \| 2n \| Julian Alaphilippe \| Deceuninck-Quick Step \| + 18" \| \| \| 3r \| Egan Bernal Gómez \| Ineos Grenadiers \| + 19" \| \| \| 4t \| Wout Poels \| Bahrain Victorious \| + 39" \| \| \| 5è \| Patrick Konrad \| Bora-Hansgrohe \| + 57" \| \| \| 6è \| Bauke Mollema \| Trek-Segafredo \| + 57" \| \| \| 7è \| Jack Haig \| Bahrain Victorious \| + 58" \| \| \| 8è \| Mauri Vansevenant \| Deceuninck-Quick Step \| + 58" \| \| \| 9è \| Jesús Herrada López \| Cofidis \| + 58" \| \| \| 10è \| Aleksandr Vlàssov \| Astana-Premier Tech \| + 58" \| \| |                         |                       |             |
| |                         |                       |             |
| Font: ProCyclingStats |                         |                       |             |
| Classificació general |                         |                       |             |
| Corredor | Corredor                | Equip                 | Temps       |
| 1r | Iván Ramiro Sosa Cuervo | Ineos Grenadiers      | 17h 00' 17" |
| 2n | Julian Alaphilippe      | Deceuninck-Quick Step | + 18"       |
| 3r | Egan Bernal Gómez       | Ineos Grenadiers      | + 19"       |
| 4t | Wout Poels              | Bahrain Victorious    | + 39"       |
| 5è | Patrick Konrad          | Bora-Hansgrohe        | + 57"       |
| 6è | Bauke Mollema           | Trek-Segafredo        | + 57"       |
| 7è | Jack Haig               | Bahrain Victorious    | + 58"       |
| 8è | Mauri Vansevenant       | Deceuninck-Quick Step | + 58"       |
| 9è | Jesús Herrada López     | Cofidis               | + 58"       |
| 10è | Aleksandr Vlàssov       | Astana-Premier Tech   | + 58"       |

### Classificacions secundàries
| Classificació per punts | Classificació per punts | Classificació per punts | Classificació per punts | Classificació per punts |
| Corredor                | Corredor                | Equip                   | Punts                   |                         |
| ----------------------- | ----------------------- | ----------------------- | ----------------------- | ----------------------- |
| 1r                      | Davide Ballerini        | Deceuninck-Quick Step   | 42 pts                  |                         |
| 2n                      | Phil Bauhaus            | Bahrain Victorious      | 20 pts                  |                         |
| 3r                      | Nacer Bouhanni          | Arkéa-Samsic            | 20 pts                  |                         |
| 4t                      | Giulio Ciccone          | Trek-Segafredo          | 18 pts                  |                         |
| 5è                      | Julian Alaphilippe      | Deceuninck-Quick Step   | 16 pts                  |                         |
| 6è                      | Eduard-Michael Grosu    | Delko                   | 14 pts                  |                         |
| 7è                      | Matthew Walls           | Bora-Hansgrohe          | 14 pts                  |                         |
| 8è                      | Bryan Coquard           | B&B Hotels p/b KTM      | 13 pts                  |                         |
| 9è                      | Matteo Moschetti        | Trek-Segafredo          | 13 pts                  |                         |
| 10è                     | Arnaud Démare           | Groupama-FDJ            | 12 pts                  |                         |

| Classificació per punts | Classificació per punts | Classificació per punts | Classificació per punts | Classificació per punts |
| Corredor                | Corredor                | Equip                   | Punts                   |                         |
| ----------------------- | ----------------------- | ----------------------- | ----------------------- | ----------------------- |
| 1r                      | Davide Ballerini        | Deceuninck-Quick Step   | 42 pts                  |                         |
| 2n                      | Phil Bauhaus            | Bahrain Victorious      | 20 pts                  |                         |
| 3r                      | Nacer Bouhanni          | Arkéa-Samsic            | 20 pts                  |                         |
| 4t                      | Giulio Ciccone          | Trek-Segafredo          | 18 pts                  |                         |
| 5è                      | Julian Alaphilippe      | Deceuninck-Quick Step   | 16 pts                  |                         |
| 6è                      | Eduard-Michael Grosu    | Delko                   | 14 pts                  |                         |
| 7è                      | Matthew Walls           | Bora-Hansgrohe          | 14 pts                  |                         |
| 8è                      | Bryan Coquard           | B&B Hotels p/b KTM      | 13 pts                  |                         |
| 9è                      | Matteo Moschetti        | Trek-Segafredo          | 13 pts                  |                         |
| 10è                     | Arnaud Démare           | Groupama-FDJ            | 12 pts                  |                         |

| Classificació de la muntanya | Classificació de la muntanya | Classificació de la muntanya    | Classificació de la muntanya | Classificació de la muntanya |
| Corredor                     | Corredor                     | Equip                           | Punts                        |                              |
| ---------------------------- | ---------------------------- | ------------------------------- | ---------------------------- | ---------------------------- |
| 1r                           | Filippo Conca                | Lotto-Soudal                    | 15 pts                       |                              |
| 2n                           | Andreas Leknessund           | Team DSM                        | 15 pts                       |                              |
| 3r                           | Jérôme Cousin                | Total Direct Énergie            | 9 pts                        |                              |
| 4t                           | Delio Fernández Cruz         | Delko                           | 9 pts                        |                              |
| 5è                           | Jérémy Leveau                | Xelliss-Roubaix Lille Métropole | 8 pts                        |                              |
| 6è                           | Julian Alaphilippe           | Deceuninck-Quick Step           | 7 pts                        |                              |
| 7è                           | Samuel Leroux                | Xelliss-Roubaix Lille Métropole | 6 pts                        |                              |
| 8è                           | Iván Ramiro Sosa Cuervo      | Ineos Grenadiers                | 5 pts                        |                              |
| 9è                           | Mauri Vansevenant            | Deceuninck-Quick Step           | 5 pts                        |                              |
| 10è                          | Lluís Mas Bonet              | Movistar Team                   | 5 pts                        |                              |

| Classificació de la muntanya | Classificació de la muntanya | Classificació de la muntanya    | Classificació de la muntanya | Classificació de la muntanya |
| Corredor                     | Corredor                     | Equip                           | Punts                        |                              |
| ---------------------------- | ---------------------------- | ------------------------------- | ---------------------------- | ---------------------------- |
| 1r                           | Filippo Conca                | Lotto-Soudal                    | 15 pts                       |                              |
| 2n                           | Andreas Leknessund           | Team DSM                        | 15 pts                       |                              |
| 3r                           | Jérôme Cousin                | Total Direct Énergie            | 9 pts                        |                              |
| 4t                           | Delio Fernández Cruz         | Delko                           | 9 pts                        |                              |
| 5è                           | Jérémy Leveau                | Xelliss-Roubaix Lille Métropole | 8 pts                        |                              |
| 6è                           | Julian Alaphilippe           | Deceuninck-Quick Step           | 7 pts                        |                              |
| 7è                           | Samuel Leroux                | Xelliss-Roubaix Lille Métropole | 6 pts                        |                              |
| 8è                           | Iván Ramiro Sosa Cuervo      | Ineos Grenadiers                | 5 pts                        |                              |
| 9è                           | Mauri Vansevenant            | Deceuninck-Quick Step           | 5 pts                        |                              |
| 10è                          | Lluís Mas Bonet              | Movistar Team                   | 5 pts                        |                              |

| Classificació del millor jove | Classificació del millor jove | Classificació del millor jove | Classificació del millor jove | Classificació del millor jove |
| Corredor                      | Corredor                      | Equip                         | Temps                         |                               |
| ----------------------------- | ----------------------------- | ----------------------------- | ----------------------------- | ----------------------------- |
| 1r                            | Iván Ramiro Sosa Cuervo       | Ineos Grenadiers              | 17h 00' 17"                   |                               |
| 2n                            | Egan Bernal Gómez             | Ineos Grenadiers              | + 19"                         |                               |
| 3r                            | Mauri Vansevenant             | Deceuninck-Quick Step         | + 58"                         |                               |
| 4t                            | Aleksandr Vlàssov             | Astana-Premier Tech           | + 58"                         |                               |
| 5è                            | Aurélien Paret-Peintre        | AG2R Citroën Team             | + 1' 28"                      |                               |
| 6è                            | Matteo Jorgenson              | Movistar Team                 | + 1' 28"                      |                               |
| 7è                            | Carlos Rodríguez Cano         | Ineos Grenadiers              | + 2' 18"                      |                               |
| 8è                            | Ide Schelling                 | Bora-Hansgrohe                | + 3' 52"                      |                               |
| 9è                            | Abner González                | Movistar Team                 | + 4' 26"                      |                               |
| 10è                           | Stefano Oldani                | Lotto-Soudal                  | + 4' 52"                      |                               |

| Classificació del millor jove | Classificació del millor jove | Classificació del millor jove | Classificació del millor jove | Classificació del millor jove |
| Corredor                      | Corredor                      | Equip                         | Temps                         |                               |
| ----------------------------- | ----------------------------- | ----------------------------- | ----------------------------- | ----------------------------- |
| 1r                            | Iván Ramiro Sosa Cuervo       | Ineos Grenadiers              | 17h 00' 17"                   |                               |
| 2n                            | Egan Bernal Gómez             | Ineos Grenadiers              | + 19"                         |                               |
| 3r                            | Mauri Vansevenant             | Deceuninck-Quick Step         | + 58"                         |                               |
| 4t                            | Aleksandr Vlàssov             | Astana-Premier Tech           | + 58"                         |                               |
| 5è                            | Aurélien Paret-Peintre        | AG2R Citroën Team             | + 1' 28"                      |                               |
| 6è                            | Matteo Jorgenson              | Movistar Team                 | + 1' 28"                      |                               |
| 7è                            | Carlos Rodríguez Cano         | Ineos Grenadiers              | + 2' 18"                      |                               |
| 8è                            | Ide Schelling                 | Bora-Hansgrohe                | + 3' 52"                      |                               |
| 9è                            | Abner González                | Movistar Team                 | + 4' 26"                      |                               |
| 10è                           | Stefano Oldani                | Lotto-Soudal                  | + 4' 52"                      |                               |

| Classificació per equips | Classificació per equips | Classificació per equips | Classificació per equips |
| Equip                    | Equip                    | Temps                    |                          |
| ------------------------ | ------------------------ | ------------------------ | ------------------------ |
| 1r                       | Ineos Grenadiers         | 51h 03' 44"              |                          |
| 2n                       | Bahrain Victorious       | + 44"                    |                          |
| 3r                       | AG2R Citroën Team        | + 3' 29"                 |                          |
| 4t                       | Bora-Hansgrohe           | + 3' 31"                 |                          |
| 5è                       | Astana-Premier Tech      | + 3' 50"                 |                          |
| 6è                       | Movistar Team            | + 4' 28"                 |                          |
| 7è                       | Qhubeka Assos            | + 6' 39"                 |                          |
| 8è                       | Cofidis                  | + 9' 00"                 |                          |
| 9è                       | Deceuninck-Quick Step    | + 9' 53"                 |                          |
| 10è                      | Arkéa-Samsic             | + 11' 35"                |                          |

| Classificació per equips | Classificació per equips | Classificació per equips | Classificació per equips |
| Equip                    | Equip                    | Temps                    |                          |
| ------------------------ | ------------------------ | ------------------------ | ------------------------ |
| 1r                       | Ineos Grenadiers         | 51h 03' 44"              |                          |
| 2n                       | Bahrain Victorious       | + 44"                    |                          |
| 3r                       | AG2R Citroën Team        | + 3' 29"                 |                          |
| 4t                       | Bora-Hansgrohe           | + 3' 31"                 |                          |
| 5è                       | Astana-Premier Tech      | + 3' 50"                 |                          |
| 6è                       | Movistar Team            | + 4' 28"                 |                          |
| 7è                       | Qhubeka Assos            | + 6' 39"                 |                          |
| 8è                       | Cofidis                  | + 9' 00"                 |                          |
| 9è                       | Deceuninck-Quick Step    | + 9' 53"                 |                          |
| 10è                      | Arkéa-Samsic             | + 11' 35"                |                          |

## Evolució de les classificacions
| Etapa              | Vencedor           | Classificació general | Classificació de la muntanya | Classificació dels esprints | Classificació dels joves | Classificació per equips |
| ------------------ | ------------------ | --------------------- | ---------------------------- | --------------------------- | ------------------------ | ------------------------ |
| 1                  | Davide Ballerini   | Davide Ballerini      | Lilian Calmejane             | Davide Ballerini            | Matthew Walls            | Bora-Hansgrohe           |
| 2                  | Davide Ballerini   | Davide Ballerini      | Lilian Calmejane             | Davide Ballerini            | Ide Schelling            | Bora-Hansgrohe           |
| 3                  | Iván Sosa          | Iván Sosa             | Filippo Conca                | Davide Ballerini            | Iván Sosa                | Ineos Grenadiers         |
| 4                  | Phil Bauhaus       | Iván Sosa             | Filippo Conca                | Davide Ballerini            | Iván Sosa                | Ineos Grenadiers         |
| Classements finals | Classements finals | Iván Sosa             | Filippo Conca                | Davide Ballerini            | Iván Sosa                | Ineos Grenadiers         |

## Llista de participants
| Deceuninck-Quick Step DQT | Deceuninck-Quick Step DQT       | Deceuninck-Quick Step DQT |
| ------------------------- | ------------------------------- | ------------------------- |
| Núm                       | Ciclista                        | Pos                       |
| 1                         | Julian Alaphilippe (FRA) (ruta) | 2n                        |
| 2                         | Kasper Asgreen (DEN) (ruta)     | 109è                      |
| 3                         | Davide Ballerini (ITA)          | 78è                       |
| 4                         | Rémi Cavagna (FRA)              | 94è                       |
| 5                         | Yves Lampaert (BEL)             | 113è                      |
| 6                         | Zdeněk Štybar (CZE)             | 77è                       |
| 7                         | Mauri Vansevenant (BEL)         | 8è                        |

| Ineos Grenadiers IGD | Ineos Grenadiers IGD          | Ineos Grenadiers IGD |
| -------------------- | ----------------------------- | -------------------- |
| Núm                  | Ciclista                      | Pos                  |
| 11                   | Egan Bernal Gómez (COL)       | 3r                   |
| 12                   | Laurens De Plus (BEL)         | 35è                  |
| 13                   | Edward Dunbar (IRL)           | 69è                  |
| 14                   | Gianni Moscon (ITA)           | 53è                  |
| 15                   | Carlos Rodríguez Cano (ESP)   | 17è                  |
| 16                   | Iván Ramiro Sosa Cuervo (COL) | 1r                   |
| 17                   | Ben Swift (GBR) (ruta)        | 54è                  |

| Astana-Premier Tech APT | Astana-Premier Tech APT       | Astana-Premier Tech APT |
| ----------------------- | ----------------------------- | ----------------------- |
| Núm                     | Ciclista                      | Pos                     |
| 21                      | Gorka Izagirre Insausti (ESP) | 31è                     |
| 22                      | Aleksei Lutsenko (KAZ) (ruta) | 20è                     |
| 23                      | Alexander Aranburu Deba (ESP) | 96è                     |
| 24                      | Omar Fraile Matarranz (ESP)   | 68è                     |
| 25                      | Ion Izagirre Insausti (ESP)   | 30è                     |
| 26                      | Harold Tejada (COL)           | 37è                     |
| 27                      | Aleksandr Vlàssov (RUS)       | 10è                     |

| Groupama-FDJ GFC | Groupama-FDJ GFC           | Groupama-FDJ GFC |
| ---------------- | -------------------------- | ---------------- |
| Núm              | Ciclista                   | Pos              |
| 31               | Arnaud Démare (FRA) (ruta) | 120è             |
| 32               | Clément Davy (FRA)         | 132è             |
| 33               | Jacopo Guarnieri (ITA)     | 103è             |
| 34               | Ignatas Konovalovas (LTU)  | 125è             |
| 35               | Rudy Molard (FRA)          | 23è              |
| 36               | Miles Scotson (AUS)        | 55è              |
| 37               | Ramon Sinkeldam (NED)      | 127è             |

| Lotto-Soudal LTS | Lotto-Soudal LTS         | Lotto-Soudal LTS |
| ---------------- | ------------------------ | ---------------- |
| Núm              | Ciclista                 | Pos              |
| 41               | Filippo Conca (ITA)      | 108è             |
| 42               | John Degenkolb (GER)     | 89è              |
| 43               | Frederik Frison (BEL)    | 71è              |
| 44               | Philippe Gilbert (BEL)   | 48è              |
| 45               | Stefano Oldani (ITA)     | 34è              |
| 46               | Florian Vermeersch (BEL) | 62è              |
| 47               | Tim Wellens (BEL)        | NP-3             |

| Arkéa-Samsic ARK | Arkéa-Samsic ARK        | Arkéa-Samsic ARK |
| ---------------- | ----------------------- | ---------------- |
| Núm              | Ciclista                | Pos              |
| 51               | Warren Barguil (FRA)    | 13è              |
| 52               | Nacer Bouhanni (FRA)    | 88è              |
| 53               | Maxime Bouet (FRA)      | 36è              |
| 54               | Anthony Delaplace (FRA) | 57è              |
| 55               | Thomas Boudat (FRA)     | 95è              |
| 56               | Clément Russo (FRA)     | 107è             |
| 57               | Connor Swift (GBR)      | 63è              |

| UAE Team Emirates UAD | UAE Team Emirates UAD          | UAE Team Emirates UAD |
| --------------------- | ------------------------------ | --------------------- |
| Núm                   | Ciclista                       | Pos                   |
| 61                    | Andrés Camilo Ardila (COL)     | 38è                   |
| 62                    | Valerio Conti (ITA)            | 49è                   |
| 63                    | Alessandro Covi (ITA)          | 61è                   |
| 64                    | Sven Erik Bystrøm (NOR) (ruta) | 70è                   |
| 65                    | Alexander Kristoff (NOR)       | 101è                  |
| 66                    | Vegard Stake Laengen (NOR)     | 51è                   |
| 67                    | Matteo Trentin (ITA)           | 80è                   |

| Bahrain Victorious TBV | Bahrain Victorious TBV  | Bahrain Victorious TBV |
| ---------------------- | ----------------------- | ---------------------- |
| Núm                    | Ciclista                | Pos                    |
| 71                     | Phil Bauhaus (GER)      | 111è                   |
| 72                     | Jack Haig (AUS)         | 7è                     |
| 73                     | Heinrich Haussler (AUS) | 59è                    |
| 74                     | Wout Poels (NED)        | 4t                     |
| 75                     | Gino Mäder (SUI)        | 45è                    |
| 76                     | Dylan Teuns (BEL)       | 15è                    |
| 77                     | Fred Wright (GBR)       | 73è                    |

| Trek-Segafredo TFS | Trek-Segafredo TFS     | Trek-Segafredo TFS |
| ------------------ | ---------------------- | ------------------ |
| Núm                | Ciclista               | Pos                |
| 81                 | Giulio Ciccone (ITA)   | 11è                |
| 82                 | Koen de Kort (NED)     | 91è                |
| 83                 | Niklas Eg (DEN)        | 129è               |
| 84                 | Emīls Liepiņš (LAT)    | 128è               |
| 85                 | Bauke Mollema (NED)    | 6è                 |
| 86                 | Matteo Moschetti (ITA) | 121è               |
| 87                 | Kiel Reijnen (USA)     | 122è               |

| Movistar Team MOV | Movistar Team MOV               | Movistar Team MOV |
| ----------------- | ------------------------------- | ----------------- |
| Núm               | Ciclista                        | Pos               |
| 91                | Enric Mas Nicolau (ESP)         | 85è               |
| 92                | Matteo Jorgenson (USA)          | 14è               |
| 93                | Abner González (PUR)            | 32è               |
| 94                | Carlos Verona Quintanilla (ESP) | 46è               |
| 95                | Sergio Samitier (ESP)           | 43è               |
| 96                | Imanol Erviti Ollo (ESP)        | 79è               |
| 97                | Lluís Mas Bonet (ESP)           | 40è               |

| Qhubeka Assos TQA | Qhubeka Assos TQA      | Qhubeka Assos TQA |
| ----------------- | ---------------------- | ----------------- |
| Núm               | Ciclista               | Pos               |
| 101               | Fabio Aru (ITA)        | 18è               |
| 102               | Sander Armée (BEL)     | 29è               |
| 103               | Connor Brown (NZL)     | 116è              |
| 104               | Nicholas Dlamini (RSA) | 93è               |
| 105               | Kilian Frankiny (SUI)  | 22è               |
| 106               | Mauro Schmid (SUI)     | 58è               |
| 107               | Karel Vacek (CZE)      | 97è               |

| Team DSM DSM | Team DSM DSM             | Team DSM DSM |
| ------------ | ------------------------ | ------------ |
| Núm          | Ciclista                 | Pos          |
| 111          | Romain Combaud (FRA)     | 24è          |
| 112          | Mark Donovan (GBR)       | 50è          |
| 113          | Max Kanter (GER)         | 99è          |
| 114          | Andreas Leknessund (NOR) | 90è          |
| 115          | Niklas Märkl (GER)       | 133è         |
| 116          | Nicolas Roche (IRL)      | 72è          |
| 117          | Jasha Sütterlin (GER)    | 126è         |

| AG2R Citroën Team ACT | AG2R Citroën Team ACT        | AG2R Citroën Team ACT |
| --------------------- | ---------------------------- | --------------------- |
| Núm                   | Ciclista                     | Pos                   |
| 121                   | Geoffrey Bouchard (FRA)      | 27è                   |
| 122                   | Lilian Calmejane (FRA)       | DNF-3                 |
| 123                   | Tony Gallopin (FRA)          | 44è                   |
| 124                   | Ben O'Connor (AUS)           | 16è                   |
| 125                   | Aurélien Paret-Peintre (FRA) | 12è                   |
| 126                   | Michael Schär (SUI)          | 81è                   |
| 127                   | Clément Venturini (FRA)      | 75è                   |

| Bora-Hansgrohe BOH | Bora-Hansgrohe BOH        | Bora-Hansgrohe BOH |
| ------------------ | ------------------------- | ------------------ |
| Núm                | Ciclista                  | Pos                |
| 131                | Giovanni Aleotti (ITA)    | 39è                |
| 132                | Matteo Fabbro (ITA)       | 25è                |
| 133                | Felix Großschartner (AUT) | 60è                |
| 134                | Patrick Konrad (AUT)      | 5è                 |
| 135                | Ide Schelling (NED)       | 26è                |
| 136                | Matthew Walls (GBR)       | 92è                |
| 137                | Frederik Wandahl (DEN)    | 115è               |

| Cofidis COF | Cofidis COF                   | Cofidis COF |
| ----------- | ----------------------------- | ----------- |
| Núm         | Ciclista                      | Pos         |
| 141         | Jesús Herrada López (ESP)     | 9è          |
| 142         | Piet Allegaert (BEL)          | 87è         |
| 143         | Thomas Champion (FRA)         | 98è         |
| 144         | Nicolas Edet (FRA)            | 65è         |
| 145         | José Herrada López (ESP)      | 52è         |
| 146         | Szymon Sajnok (POL)           | 104è        |
| 147         | Rubén Fernández Andújar (ESP) | 19è         |

| Total Direct Énergie TDE | Total Direct Énergie TDE          | Total Direct Énergie TDE |
| ------------------------ | --------------------------------- | ------------------------ |
| Núm                      | Ciclista                          | Pos                      |
| 151                      | Niccolò Bonifazio (ITA)           | 102è                     |
| 152                      | Jérôme Cousin (FRA)               | 131è                     |
| 153                      | Víctor de la Parte González (ESP) | 41è                      |
| 154                      | Damien Gaudin (FRA)               | 105è                     |
| 155                      | Fabien Grellier (FRA)             | 76è                      |
| 156                      | Julien Simon (FRA)                | 64è                      |
| 157                      | Alexis Vuillermoz (FRA)           | 28è                      |

| B&B Hotels p/b KTM BBK | B&B Hotels p/b KTM BBK | B&B Hotels p/b KTM BBK |
| ---------------------- | ---------------------- | ---------------------- |
| Núm                    | Ciclista               | Pos                    |
| 161                    | Nicola Bagioli (ITA)   | 83è                    |
| 162                    | Franck Bonnamour (FRA) | 56è                    |
| 163                    | Bryan Coquard (FRA)    | 74è                    |
| 164                    | Jens Debusschere (BEL) | 114è                   |
| 165                    | Jonathan Hivert (FRA)  | 33è                    |
| 166                    | Jérémy Lecroq (FRA)    | DNF-4                  |
| 167                    | Cyril Lemoine (FRA)    | 100è                   |

| Delko DKO | Delko DKO                      | Delko DKO |
| --------- | ------------------------------ | --------- |
| Núm       | Ciclista                       | Pos       |
| 171       | José Manuel Díaz Gallego (ESP) | 21è       |
| 172       | Alessandro Fedeli (ITA)        | DNF-4     |
| 173       | Delio Fernández Cruz (ESP)     | 112è      |
| 174       | Biniam Girmay (ERI)            | 118è      |
| 175       | Eduard-Michael Grosu (ROU)     | 119è      |
| 176       | Dušan Rajović (SRB)            | NP-1      |
| 177       | Julien Trarieux (FRA)          | 82è       |

| Xelliss-Roubaix Lille Métropole XRL | Xelliss-Roubaix Lille Métropole XRL | Xelliss-Roubaix Lille Métropole XRL |
| ----------------------------------- | ----------------------------------- | ----------------------------------- |
| Núm                                 | Ciclista                            | Pos                                 |
| 181                                 | Julien Antomarchi (FRA)             | DNF-1                               |
| 182                                 | Ivan Centrone (LUX)                 | NP-2                                |
| 183                                 | Mathias De Witte (BEL)              | 47è                                 |
| 184                                 | Samuel Leroux (FRA)                 | 110è                                |
| 185                                 | Jérémy Leveau (FRA)                 | 66è                                 |
| 186                                 | Maxime Urruty (FRA)                 | 106è                                |
| 187                                 | Emiel Vermeulen (BEL)               | 117è                                |

| Saint Michel-Auber 93 AUB | Saint Michel-Auber 93 AUB | Saint Michel-Auber 93 AUB |
| ------------------------- | ------------------------- | ------------------------- |
| Núm                       | Ciclista                  | Pos                       |
| 191                       | Baptiste Bleier (FRA)     | 124è                      |
| 192                       | Romain Cardis (FRA)       | 84è                       |
| 193                       | Tony Hurel (FRA)          | 130è                      |
| 194                       | Adrien Guillonnet (FRA)   | 67è                       |
| 195                       | Louis Louvet (FRA)        | 123è                      |
| 196                       | Yoann Paillot (FRA)       | 86è                       |
| 197                       | Stéphane Rossetto (FRA)   | 42è                       |

| Deceuninck-Quick Step DQT | Deceuninck-Quick Step DQT       | Deceuninck-Quick Step DQT |
| ------------------------- | ------------------------------- | ------------------------- |
| Núm                       | Ciclista                        | Pos                       |
| 1                         | Julian Alaphilippe (FRA) (ruta) | 2n                        |
| 2                         | Kasper Asgreen (DEN) (ruta)     | 109è                      |
| 3                         | Davide Ballerini (ITA)          | 78è                       |
| 4                         | Rémi Cavagna (FRA)              | 94è                       |
| 5                         | Yves Lampaert (BEL)             | 113è                      |
| 6                         | Zdeněk Štybar (CZE)             | 77è                       |
| 7                         | Mauri Vansevenant (BEL)         | 8è                        |

| Ineos Grenadiers IGD | Ineos Grenadiers IGD          | Ineos Grenadiers IGD |
| -------------------- | ----------------------------- | -------------------- |
| Núm                  | Ciclista                      | Pos                  |
| 11                   | Egan Bernal Gómez (COL)       | 3r                   |
| 12                   | Laurens De Plus (BEL)         | 35è                  |
| 13                   | Edward Dunbar (IRL)           | 69è                  |
| 14                   | Gianni Moscon (ITA)           | 53è                  |
| 15                   | Carlos Rodríguez Cano (ESP)   | 17è                  |
| 16                   | Iván Ramiro Sosa Cuervo (COL) | 1r                   |
| 17                   | Ben Swift (GBR) (ruta)        | 54è                  |

| Astana-Premier Tech APT | Astana-Premier Tech APT       | Astana-Premier Tech APT |
| ----------------------- | ----------------------------- | ----------------------- |
| Núm                     | Ciclista                      | Pos                     |
| 21                      | Gorka Izagirre Insausti (ESP) | 31è                     |
| 22                      | Aleksei Lutsenko (KAZ) (ruta) | 20è                     |
| 23                      | Alexander Aranburu Deba (ESP) | 96è                     |
| 24                      | Omar Fraile Matarranz (ESP)   | 68è                     |
| 25                      | Ion Izagirre Insausti (ESP)   | 30è                     |
| 26                      | Harold Tejada (COL)           | 37è                     |
| 27                      | Aleksandr Vlàssov (RUS)       | 10è                     |

| Groupama-FDJ GFC | Groupama-FDJ GFC           | Groupama-FDJ GFC |
| ---------------- | -------------------------- | ---------------- |
| Núm              | Ciclista                   | Pos              |
| 31               | Arnaud Démare (FRA) (ruta) | 120è             |
| 32               | Clément Davy (FRA)         | 132è             |
| 33               | Jacopo Guarnieri (ITA)     | 103è             |
| 34               | Ignatas Konovalovas (LTU)  | 125è             |
| 35               | Rudy Molard (FRA)          | 23è              |
| 36               | Miles Scotson (AUS)        | 55è              |
| 37               | Ramon Sinkeldam (NED)      | 127è             |

| Lotto-Soudal LTS | Lotto-Soudal LTS         | Lotto-Soudal LTS |
| ---------------- | ------------------------ | ---------------- |
| Núm              | Ciclista                 | Pos              |
| 41               | Filippo Conca (ITA)      | 108è             |
| 42               | John Degenkolb (GER)     | 89è              |
| 43               | Frederik Frison (BEL)    | 71è              |
| 44               | Philippe Gilbert (BEL)   | 48è              |
| 45               | Stefano Oldani (ITA)     | 34è              |
| 46               | Florian Vermeersch (BEL) | 62è              |
| 47               | Tim Wellens (BEL)        | NP-3             |

| Arkéa-Samsic ARK | Arkéa-Samsic ARK        | Arkéa-Samsic ARK |
| ---------------- | ----------------------- | ---------------- |
| Núm              | Ciclista                | Pos              |
| 51               | Warren Barguil (FRA)    | 13è              |
| 52               | Nacer Bouhanni (FRA)    | 88è              |
| 53               | Maxime Bouet (FRA)      | 36è              |
| 54               | Anthony Delaplace (FRA) | 57è              |
| 55               | Thomas Boudat (FRA)     | 95è              |
| 56               | Clément Russo (FRA)     | 107è             |
| 57               | Connor Swift (GBR)      | 63è              |

| UAE Team Emirates UAD | UAE Team Emirates UAD          | UAE Team Emirates UAD |
| --------------------- | ------------------------------ | --------------------- |
| Núm                   | Ciclista                       | Pos                   |
| 61                    | Andrés Camilo Ardila (COL)     | 38è                   |
| 62                    | Valerio Conti (ITA)            | 49è                   |
| 63                    | Alessandro Covi (ITA)          | 61è                   |
| 64                    | Sven Erik Bystrøm (NOR) (ruta) | 70è                   |
| 65                    | Alexander Kristoff (NOR)       | 101è                  |
| 66                    | Vegard Stake Laengen (NOR)     | 51è                   |
| 67                    | Matteo Trentin (ITA)           | 80è                   |

| Bahrain Victorious TBV | Bahrain Victorious TBV  | Bahrain Victorious TBV |
| ---------------------- | ----------------------- | ---------------------- |
| Núm                    | Ciclista                | Pos                    |
| 71                     | Phil Bauhaus (GER)      | 111è                   |
| 72                     | Jack Haig (AUS)         | 7è                     |
| 73                     | Heinrich Haussler (AUS) | 59è                    |
| 74                     | Wout Poels (NED)        | 4t                     |
| 75                     | Gino Mäder (SUI)        | 45è                    |
| 76                     | Dylan Teuns (BEL)       | 15è                    |
| 77                     | Fred Wright (GBR)       | 73è                    |

| Trek-Segafredo TFS | Trek-Segafredo TFS     | Trek-Segafredo TFS |
| ------------------ | ---------------------- | ------------------ |
| Núm                | Ciclista               | Pos                |
| 81                 | Giulio Ciccone (ITA)   | 11è                |
| 82                 | Koen de Kort (NED)     | 91è                |
| 83                 | Niklas Eg (DEN)        | 129è               |
| 84                 | Emīls Liepiņš (LAT)    | 128è               |
| 85                 | Bauke Mollema (NED)    | 6è                 |
| 86                 | Matteo Moschetti (ITA) | 121è               |
| 87                 | Kiel Reijnen (USA)     | 122è               |

| Movistar Team MOV | Movistar Team MOV               | Movistar Team MOV |
| ----------------- | ------------------------------- | ----------------- |
| Núm               | Ciclista                        | Pos               |
| 91                | Enric Mas Nicolau (ESP)         | 85è               |
| 92                | Matteo Jorgenson (USA)          | 14è               |
| 93                | Abner González (PUR)            | 32è               |
| 94                | Carlos Verona Quintanilla (ESP) | 46è               |
| 95                | Sergio Samitier (ESP)           | 43è               |
| 96                | Imanol Erviti Ollo (ESP)        | 79è               |
| 97                | Lluís Mas Bonet (ESP)           | 40è               |

| Qhubeka Assos TQA | Qhubeka Assos TQA      | Qhubeka Assos TQA |
| ----------------- | ---------------------- | ----------------- |
| Núm               | Ciclista               | Pos               |
| 101               | Fabio Aru (ITA)        | 18è               |
| 102               | Sander Armée (BEL)     | 29è               |
| 103               | Connor Brown (NZL)     | 116è              |
| 104               | Nicholas Dlamini (RSA) | 93è               |
| 105               | Kilian Frankiny (SUI)  | 22è               |
| 106               | Mauro Schmid (SUI)     | 58è               |
| 107               | Karel Vacek (CZE)      | 97è               |

| Team DSM DSM | Team DSM DSM             | Team DSM DSM |
| ------------ | ------------------------ | ------------ |
| Núm          | Ciclista                 | Pos          |
| 111          | Romain Combaud (FRA)     | 24è          |
| 112          | Mark Donovan (GBR)       | 50è          |
| 113          | Max Kanter (GER)         | 99è          |
| 114          | Andreas Leknessund (NOR) | 90è          |
| 115          | Niklas Märkl (GER)       | 133è         |
| 116          | Nicolas Roche (IRL)      | 72è          |
| 117          | Jasha Sütterlin (GER)    | 126è         |

| AG2R Citroën Team ACT | AG2R Citroën Team ACT        | AG2R Citroën Team ACT |
| --------------------- | ---------------------------- | --------------------- |
| Núm                   | Ciclista                     | Pos                   |
| 121                   | Geoffrey Bouchard (FRA)      | 27è                   |
| 122                   | Lilian Calmejane (FRA)       | DNF-3                 |
| 123                   | Tony Gallopin (FRA)          | 44è                   |
| 124                   | Ben O'Connor (AUS)           | 16è                   |
| 125                   | Aurélien Paret-Peintre (FRA) | 12è                   |
| 126                   | Michael Schär (SUI)          | 81è                   |
| 127                   | Clément Venturini (FRA)      | 75è                   |

| Bora-Hansgrohe BOH | Bora-Hansgrohe BOH        | Bora-Hansgrohe BOH |
| ------------------ | ------------------------- | ------------------ |
| Núm                | Ciclista                  | Pos                |
| 131                | Giovanni Aleotti (ITA)    | 39è                |
| 132                | Matteo Fabbro (ITA)       | 25è                |
| 133                | Felix Großschartner (AUT) | 60è                |
| 134                | Patrick Konrad (AUT)      | 5è                 |
| 135                | Ide Schelling (NED)       | 26è                |
| 136                | Matthew Walls (GBR)       | 92è                |
| 137                | Frederik Wandahl (DEN)    | 115è               |

| Cofidis COF | Cofidis COF                   | Cofidis COF |
| ----------- | ----------------------------- | ----------- |
| Núm         | Ciclista                      | Pos         |
| 141         | Jesús Herrada López (ESP)     | 9è          |
| 142         | Piet Allegaert (BEL)          | 87è         |
| 143         | Thomas Champion (FRA)         | 98è         |
| 144         | Nicolas Edet (FRA)            | 65è         |
| 145         | José Herrada López (ESP)      | 52è         |
| 146         | Szymon Sajnok (POL)           | 104è        |
| 147         | Rubén Fernández Andújar (ESP) | 19è         |

| Total Direct Énergie TDE | Total Direct Énergie TDE          | Total Direct Énergie TDE |
| ------------------------ | --------------------------------- | ------------------------ |
| Núm                      | Ciclista                          | Pos                      |
| 151                      | Niccolò Bonifazio (ITA)           | 102è                     |
| 152                      | Jérôme Cousin (FRA)               | 131è                     |
| 153                      | Víctor de la Parte González (ESP) | 41è                      |
| 154                      | Damien Gaudin (FRA)               | 105è                     |
| 155                      | Fabien Grellier (FRA)             | 76è                      |
| 156                      | Julien Simon (FRA)                | 64è                      |
| 157                      | Alexis Vuillermoz (FRA)           | 28è                      |

| B&B Hotels p/b KTM BBK | B&B Hotels p/b KTM BBK | B&B Hotels p/b KTM BBK |
| ---------------------- | ---------------------- | ---------------------- |
| Núm                    | Ciclista               | Pos                    |
| 161                    | Nicola Bagioli (ITA)   | 83è                    |
| 162                    | Franck Bonnamour (FRA) | 56è                    |
| 163                    | Bryan Coquard (FRA)    | 74è                    |
| 164                    | Jens Debusschere (BEL) | 114è                   |
| 165                    | Jonathan Hivert (FRA)  | 33è                    |
| 166                    | Jérémy Lecroq (FRA)    | DNF-4                  |
| 167                    | Cyril Lemoine (FRA)    | 100è                   |

| Delko DKO | Delko DKO                      | Delko DKO |
| --------- | ------------------------------ | --------- |
| Núm       | Ciclista                       | Pos       |
| 171       | José Manuel Díaz Gallego (ESP) | 21è       |
| 172       | Alessandro Fedeli (ITA)        | DNF-4     |
| 173       | Delio Fernández Cruz (ESP)     | 112è      |
| 174       | Biniam Girmay (ERI)            | 118è      |
| 175       | Eduard-Michael Grosu (ROU)     | 119è      |
| 176       | Dušan Rajović (SRB)            | NP-1      |
| 177       | Julien Trarieux (FRA)          | 82è       |

| Xelliss-Roubaix Lille Métropole XRL | Xelliss-Roubaix Lille Métropole XRL | Xelliss-Roubaix Lille Métropole XRL |
| ----------------------------------- | ----------------------------------- | ----------------------------------- |
| Núm                                 | Ciclista                            | Pos                                 |
| 181                                 | Julien Antomarchi (FRA)             | DNF-1                               |
| 182                                 | Ivan Centrone (LUX)                 | NP-2                                |
| 183                                 | Mathias De Witte (BEL)              | 47è                                 |
| 184                                 | Samuel Leroux (FRA)                 | 110è                                |
| 185                                 | Jérémy Leveau (FRA)                 | 66è                                 |
| 186                                 | Maxime Urruty (FRA)                 | 106è                                |
| 187                                 | Emiel Vermeulen (BEL)               | 117è                                |

| Saint Michel-Auber 93 AUB | Saint Michel-Auber 93 AUB | Saint Michel-Auber 93 AUB |
| ------------------------- | ------------------------- | ------------------------- |
| Núm                       | Ciclista                  | Pos                       |
| 191                       | Baptiste Bleier (FRA)     | 124è                      |
| 192                       | Romain Cardis (FRA)       | 84è                       |
| 193                       | Tony Hurel (FRA)          | 130è                      |
| 194                       | Adrien Guillonnet (FRA)   | 67è                       |
| 195                       | Louis Louvet (FRA)        | 123è                      |
| 196                       | Yoann Paillot (FRA)       | 86è                       |
| 197                       | Stéphane Rossetto (FRA)   | 42è                       |